# Bordetella pertussis
Bordetella pertussis je gram-negativni, aerobni kokobacil roda Bordetella i uzročni agens pertusisa ili hripavca. Za razliku od B. bronchiseptica, B. pertusis nije pokretljiv. Kako se čini, bakterija nije prenosiva na životinje, odnosno ljudi su jedini domaćin. Bakterija se širi po zraku u obliku kapljica. Inkubacija traje od 7 do 14 dana.

## Pertusis
Pertusis (magareći kašalj) je infekcija dišnog sustava, a karakterizira ju "magareći" zvuk kada osoba udiše zrak. U SAD-u je ubijao 5.000 do 10.000 ljudi na godinu prije nego što je cjepivo postalo dostupno. Cjepivo je promijenilo ovu statistiku, te je tako između 1985-88 od pertusisa umrlo manje od 100 djece. Prema WHO-u, 2000. godine od pertusisa je bilo zaraženo 39 milijuna ljudi, a umrlo oko 297.000.
Bordetella pertussis zarazi svojeg domaćina kolonizirajući epitelne stanica pluća. Bakterija ima proteinsku površinu od nitastog hemaglutinina, koja se veže za sulfatide koji se nalaze na cilijama epitelnih stanica. Jednom usidrena, bakterija proizvodi trahealni citotoksin, koji zaustavlja cilijarne stanice od kucanja. To sprječava cilijarne stanice da čisti debris iz pluća, na što tijelo reagira kašljem. Kašalj otpušta neke bakterije u zrak, koje mogu zaraziti druge domaćine.
Bordetella pertusis ima sposobnost sprječavanja funkcije imunološkog sustava domaćina, za što su odgovorno dva toksina, poznata kao toksin pertusisa (PTX) i adenilat-ciklaza (CyaA). CyaA pretvara ATP u ciklički AMP, a PTX sprječava unutarstanične proteine koji reguliraju taj proces. Krajnji rezultat je da fagociti pretvore previše ATP-a u ciklički AMP, što može izazvati poremećaje u staničnim mehanizmima i spriječiti fagocite da pravilno reagiraju na infekciju.
Infekcija se najčešće javlja u djece mlađe od jedne godine kada nisu cijepljena ili u djece s oslabljenim imunitetom, obično oko dobi od 11 godina do 18 godina. Znakovi i simptomi su slični prehladi: curenje iz nosa, kihanje, blagi kašalj i nisko povišena temperatura. Pacijent postaje najviše zarazan tijekom kataralne faze infekcije, obično 2 tjedna nakon početka kašljanja. Bakterija se u zrak može otpustiti kada osoba kašlje, kiše, ili se smije. Cjepivo za pertusis dio je Di-Te-Per imunizacije (difterija, tetanus, pertusis).
Kašlju prethodi zvuk pri udisaju, što je obilježje pertusisa. Nakon prolazna napada bolesti, pacijent može napraviti "magareći" zvuk pri udisanju ili povraćati.
Odrasli imaju blaže simptome, kao što je produljen kašalj bez "magarećeg zvuka" pri udisaju. Dojenčad mlađa od 6 mjeseci ne mora imati taj tipičan zvuk. Prolazni napadaji kašlja mogu trajati minutu ili više, te uzrokovati cijanozu (pojava plave ili ljubičaste boje na koži zbog nedovoljne količine kisika u tkivima kraj kože), apneju i, rijetko, epileptične napadaje. Međutim, dok ne kašlje, pacijent nema problema s disanjem. To je zato što Bordetella pertusis zabranjuje imuni odgovor tijela na bakteriju i stoga se vrlo malo sluzi stvara u plućima. Duži kašalj može biti iritantan, a ponekad u odraslih može biti nedijagnosticiran i do nekoliko mjeseci.
Bordetella pertussis također proizvodi limfocit-stimulativni faktor, što uzrokuje da u limfne čvorove ulazi manji broj limfocita nego inače. To može dovesti do stanja poznatog kao limfocitoze, povećanog broja limfocita u krvi (kod odraslih preko 4 000 limfocita na mikrolitru krvi, kod djece preko 8 000 limfocita na mikrolitru krvi).